# موسیقی محلی و پاپ آشوری

پرهوادارترین خوانندگان آشوری نوین از بالا به پایین به راست: آشور بیت سرگیس، سارگون گابریل، اوین آگاسی، لیندا جورج

موسیقی بومی/ پاپ آشوری، که همچنین به عنوان موسیقی محلی آشوری، موسیقی پاپ آشوری یا موسیقی سریانی (به سریانی: ܡܘܣܝܩܝ ܣܦܝܢܘܬܐ ܐܬܘܪܝܬܐ/ܣܘܪܝܝܬܐ) نیز شناخته می‌شود، سبک موسیقی بومی آشوریان است که شامل گستره‌ای از سبک‌ها است که آمیزه‌ای از سبک‌های غربی مانند موسیقی پاپ، الکترونیک، لاتین، جاز و / یا موسیقی کلاسیک، با پایه موسیقی آشوری‌ها دارد.

## پیش‌زمینه
گمان می‌رود موسیقی بومی آشوری بازمانده موسیقی نیاکان باستانی آشوریان در میان‌رودان است که در موسیقی دینی کلیساهای سریانی باقی مانده‌است. ترانه‌های آشوری بیشتر بهآرامی نوآشوری خوانده می‌شدند، که یک زبان معیار از نوآشوری است. با این حال، ترانه‌های قدیمی بیشتر گویش ارومیه ای داشتند و موسیقی مردمی تمایل به گویش‌های طیاره‌ای داشت. موضوع ترانه‌ها آرزوها، خیال، اختلافات و مسائل عاشقانه هستند. آهنگ‌های آشوری معمولاً طولانی هستند و میانگین ۵ دقیقه طول می‌کشند.

## ترکیب بندی
موسیقی آشوری را می‌توان در موسیقی مقامی سنتی خاورمیانه جای داد، که با موسیقی‌های بومی دیگر در آسیای غربی مانند موسیقی کردی، ترکی، فارسی و ارمنی همانند است. برخلاف موسیقی غربی، موسیقی آشوری شامل ربع پرده است. موسیقی پاپ نوین آشوری بیشتر با کلید مینور نوشته می‌شود و بیشتر از مقیاس مد فریجین و همچنین مقیاس مینور هارمونیک استفاده می‌کند.
اخیراً، موسیقی پایکوبی آشوری ضرباهنگی شبیه به موسیقی جامائیکا دارد. تکنوازی در موسیقی آشوری رایج است. سازبندی شامل سازهای شستی‌دار و طبل‌های الکترونیکی است. همچنین در موسیقی آکوستیک و ارکسترال از سازهای غربی مانند تار، پیانو، ساکسیفون و ویولن نیز استفاده می‌شود.

## تاریخ

### دوره کهن
موسیقی در صحنه روستای آشوری حضور داشته. «نوازنده» لزوماً حرفه ای نبوده و هرکسی هم که بتواند به هر شکلی آوازی بخواند «خواننده» محسوب می‌شد. بیشتر زمان‌ها، موسیقی با گوش یادگرفته می‌شد و به شکل یک سنت شفاهی منتقل می‌گردید. موسیقی روستایی را می‌توان در چهار گروه دسته‌بندی کرد: موسیقی غیردینی محلی که مربوط به مناسبت‌های خاص نیست، موسیقی کاربردی، موسیقی دینی و سرودها و موسیقی برگرفته از مناطق دیگر.

در اینجا چند نوع موسیقی بومی آشوری که تا به امروز زنده مانده‌است و به ویژه در روستاها و شهرهای آشوریان شمال عراق و شمال غربی ایران نواخته می‌شود آورده شده‌است:
- راوه: یک شعر آهنگین باستانی که صدای گریه و زاری در آن پژواک دارد و بیشتر یک مرد آن را می‌خواند. راوه یادآور چگونگی پژواک آواها در میان‌دوکوه است.
- زورنا و داوولا: این دو ساز موسیقی بومی هستند که به معنای واقعی کلمه به معنای طبل و نی (یا فلوت) هستند. این دو ساز با هم و با یا بدون آواز در بسیاری از جشن‌ها مانند عروسی، استقبال استفاده می‌شوند و به ندرت، در خاکسپاری‌ها، خوانده می‌شوند.
- دیوانه: در دورهمی‌ها خوانده می‌شود؛ ترانه‌ها شامل گوشه‌هایی از زندگی مانند کار در زمین کشاورزی، رنج و دین است.
- لیلیانا: آوازهای عروسی است که بیشتر فقط توسط زن‌ها خوانده می‌شود و به ویژه برای عروس قبل از اینکه از خانه برای ازدواج خارج شود کاربرد دارد. همچنین این آهنگ‌ها یک روز قبل از عروسی توسط خانواده و نزدیکان برای داماد نیز خوانده شد.
- تنبور: یکی دیگر از سازهای موسیقی بومی است که یک ساز زهی با گردن بلند است. آلبرت رول تامراز خواننده مشهور آشوری بود که این ساز را می‌نواخت و بسیاری از آهنگ‌های بومی را با نواختن طبل (طبله)می‌خواند.

در سرزمین آشوریان در شمال موصل بود که مردم بیش از دویست سال قبل از نخستین مبلغین انگلیسی، شروع به نوشتن به زبان بومی سریانی کردند، اگرچه اولین سوابق مربوط به زبان سریانی مربوط به آشوریه هخامنشی در سده ۵ پیش از میلاد است.
ادبیات نو سریانی که قبل از ورود مبلغان انگلیسی و آمریکایی وجود داشت، بیشتر از ترانه تشکیل شده بود. این ترانه‌ها را می‌توان به سه دسته بخش‌بندی کرد: سرودهای مصراعی، شعرهای مورد اختلاف و آوازهای نوشیدن. از این سه دسته، فقط سرودهایی که در سریانی جدید به آنها دورکی گفته می‌شود و می‌توان آن را معادل شعر سریانی کلاسیک دانست، قابل ردیابی است.

### موسیقی آشوری نوین

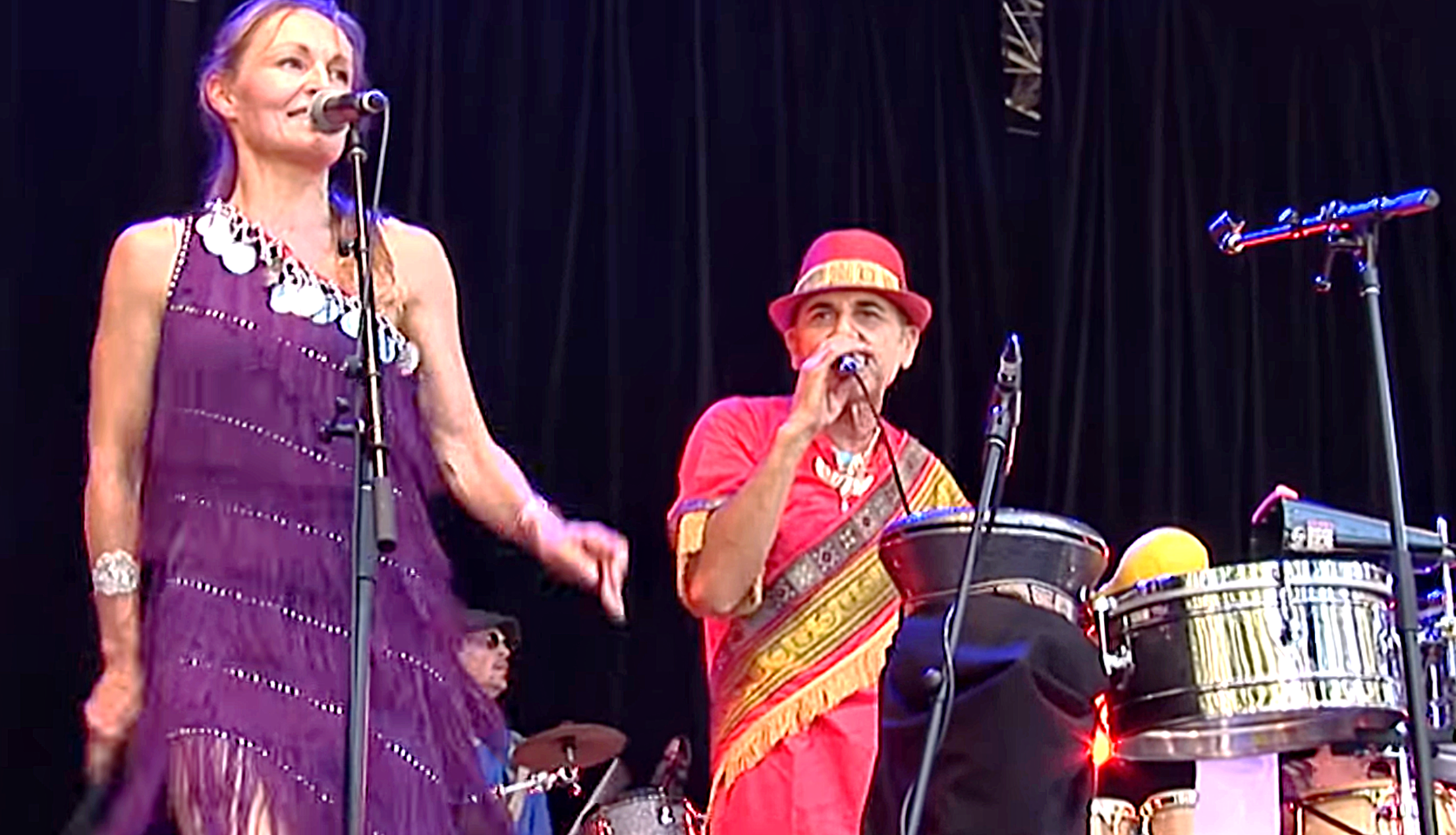
گروه موسیقی آزادوتا در استرالیا که سبک بومی آشوری را با عطر و طعم لاتین و راک در هم آمیخته‌است.

پس از جنگ جهانی اول و در نتیجه نسل‌کشی آشوریان، بسیاری از آشوریان از منطقه کوهستانی حکاری در جنوب شرقی ترکیه به مناطق شمال عراق و شمال شرق سوریه رانده شدند و جنگ جهانی دوم آنها را در تماس مستقیم با غرب به ویژه ارتش انگلیس در عراق، روس‌ها در ارومیه و فرانسوی‌ها در سوریه قرار داد. اما ارتباط با انگلیسی‌ها بیشترین تأثیر را بر موسیقی نوین آشوری ایجاد کرد، به ویژه دوره پس از استقلال عراق در سال ۱۹۳۲، که شرکت‌های نفتی انگلیس را وارد عراق شدند و بسیاری از آشوری‌های انگلیسی زبان را استخدام کردند. در این زمان آشورها با موسیقی و سازهای غربی آشنا شدند. جوانان آشوری پس از دیدن و شنیدن نواختن انگلیسی‌ها، شروع به برداشتن و نواختن این سازهای جدید کردند. جوانان آشوری شروع به یافتن گروه‌های جدید و بازی در مهمانی‌ها، پیک نیک‌ها و سایر کارها برای آشوری‌ها و دیگران کردند.
گابریل اسعد پیشگام موسیقی آشوری بود و اولین ترانه آشوری را به گویش طوریه ساخت (ܗܐ ܡܛܬ ܐܠܦܢ ܠܡܛܒܥ "آشوری‌ها، کشتی ما در راه غرق شدن است").
از دهه ۱۹۷۰ و به بعد، موسیقی آشوری شروع به  آمیختن آخشیج‌هایی از موسیقی همه‌پسند غربی، مانند موسیقی بریتانیا و آمریکا کرد. سبک‌هایی مانند سافت راک، بالادهای احساسی و دنس پاپ از دهه ۱۹۸۰ به بعد رواج یافتند. در دهه ۱۹۹۰ و ۲۰۰۰، هنرمندان آشوری به‌طور معمول با صدای سنتی زورنا و داولا که با کیبوردهای الکترونیکی آمیخته شده بودند آغاز به کار کردند و موسیقی تلفیقی در آن زمان محبوب شد. سبک لاتین در پایان دهه ۱۹۹۰ با سازهایی مانند گیتار فلامنکو که در ترانه‌های آشوری به وفور یافت می‌شود، همه‌گیر شد. موسیقی راک هرگز در صحنه موسیقی آشوری رواج پیدا نکرد، اگرچه در چند ترانه آشوری گیتار الکتریک وجود دارد.
به‌طور کلی هنرمندان آشوری نوین که به زبان کوین عراقی یا «آشوری استاندارد» (که بر اساس گویش معتبر ارومیه‌ای است و از گویش‌های حکاری نیز تأثیر می‌گذارد) آواز می‌خوانند، برای مردم قابل فهم‌تر و شناخته شده‌تراست. آهنگ‌ها با گویش‌های کوهستانی، مانند طیاره‌ای، معمولاً از سبک موسیقی رقصی محلی هستند و مخاطبان خاصی را به خود جذب می‌کنند. به دلیل تأثیر اعراب، برخی از خوانندگان آشوری ممکن است موال را در موسیقی خود بگنجانند.

#### نمونه‌ها
- یک آواز محلی آشوری متعلق به دهه ۱۹۷۰ ، که معمولاً با گویش‌های ارومیه خوانده می‌شد.
- تصنیف از اوایل 1980s -flavoured.
- آهنگ سبک راک نمونه آشوری مربوط به دهه ۱۹۸۰.
- تصنیف احساسی رقص از دهه ۱۹۸۰.
- آهنگ پاپ باروک مربوط به دهه ۱۹۸۰ توسط لیندا جورج ، که موسیقی سبک‌های کلاسیک و راک را می‌آمیزد.
- یک ترنودی اندوهناک که گونه‌ای نوحه از موسیقی دهه ۱۹۹۰ است. این ملودی معمولاً برای یادآوری سرزمین آشور و کسانی که در آنجا هلاک شدند استفاده می‌شود.
- تصنیفی رقص .
- ترانه ای عاشقانه از اوین آگاسی از اواخر دهه ۱۹۹۰ با ضرب آهنگ لاتین .
- سرودهای آشوری  دارای ملودی شورانگیز ، پرشور و با ریتمی راهپیمایی هستند و توسط دستگاه‌های تنظیم کننده تنظیم می شوند (ترانه میهن پرستانه از دهه ۱۹۹۰)
- تصنیفی از اواخر دهه ۱۹۹۰
- یک آهنگ پاپ  رقص از اوایل دهه ۲۰۰۰ که دارای تنظیمات محلی آشوری است.
- یک تصنیف رقص از اوایل سال ۲۰۰۰ که دارای آهنگ پاپ عرب است .
- تصنیف احساسی آرام  از میانه دهه ۲۰۰۰.
- تصنیف نوین آشوری اواخر دهه ۲۰۰۰
- یک آهنگ رقص پاپ آشوری از اوایل سال ۲۰۱۰
- یک آهنگ رقص ترکیبی از اوایل سال ۲۰۱۰ ، که شباهت‌هایی به موسیقی رقص کردی دارد .
- یک تصنیف رقص آهسته از اواسط سال ۲۰۱۰ که شامل صداهای دودوک و پیانو ترکیبی است ، که در دهه گذشته معمول شده‌اند.
- یک تصنیف راک از اواخر سال ۲۰۱۰

## پایکوبی‌های آشوری
برخی از رقص‌های برجسته آشوری شامل موارد زیر است:
- خیگا
- گوباره
- شمشیر و سپر

## فهرست خوانندگان آشوری
- جانان ساوا (۱۹۵۶-) خواننده کلدانی از عراق مستقر در آمریکا
- فایا یونان (۱۹۹۲-) خواننده آشوری سوریه مستقر در سوئد
- رابرت ابراهیمی (۱۹۴۹-) خواننده آشوری ایرانی مستقر در آریزونا
- شامیرام اورشان (۱۹۳۸–۲۰۱۱) خواننده و سرگرم‌کننده آشوری ایرانی مستقر در کالیفرنیا
- آلبرت روئل تامراس (۱۹۴۴ - ۲۴-۰۴-۲۰۱۰) خواننده / ترانه‌سرای آشوری از عراق مستقر در آریزونا
- آکراسیکاودا، گروه موسیقی thrash-metal عراقی مستقر در ایالات متحده آمریکا که در سال ۲۰۰۱ بنیان گذاشته شد
- اوین آگاسی (۱۹۴۵-)
- گابریل اسعد (۹۷–۱۹۰۷)
- آشور بیت سرگیس (۱۹۴۹-)
- بوبکی
- البرا آماندا منصور (۱۹۹۱-)
- رولا بهنام - مجری و خواننده تلویزیون مستقر در لبنان با برنامه The 4 Cats
- منیر بشیر (۱۹۹۷–۱۹۳۰)
- کینگ بیبا (ادوارد یوسیف، ۹۵–۱۹۴۵)
- آریل بریخا (۱۹۷۶-) - هنرمند موسیقی آشور تکنو / هاوس
- جورج چهاربخشی (۱۹۵۲-)
- سارگون گابریل (۱۹۴۷-)
- لیندا جورج (۱۹۶۴-)
- کلودیا هانا - خواننده آشوری موسیقی عربی و آشوری، مستقر در مصر
- نوری اسکندر (۱۹۳۸-)
- الیاس کرم (۱۹۶۰-)
- پائولس خوفری (۲۰۰۰–۱۹۲۳)
- ملکش - گروه آشور / ارمنی بلک متال / میزراهی متال، ۱۹۹۳ در اورشلیم، در حال حاضر در آمستردام
- ادوار موسی (۱۹۵۰-)
- لیدا لاواندو (۱۹۵۴-)
- یوزف اوزر (۱۹۸۳-)
- هانا پاتروس (۱۸۹۶–۱۹۵۸)، در دهه‌های ۱۹۳۰ و ۱۹۴۰
- نینسون پولی (فعال ۲۰۰۴-)
- نوفال شمون (۱۹۶۸-)
- تیمز (نام اصلی تامی هانا، متولد ۱۹۸۵) نوازنده موسیقی رپ آمریکایی آشوری
- مارگانیتا خفری (۱۹۵۲-)
- الیاس زازی (۱۹۶۴-)